# الدرب (ذي ناعم)

تعديل مصدري - تعديل

الدرب هي إحدى قرى عزلة الرباط بمديرية ذي ناعم التابعة لمحافظة البيضاء، بلغ تعداد سكانها 219 نسمة حسب تعداد اليمن لعام 2004.